# Kalou Rinpoché
Rinpoché
Jamgon Kongtrul Lodrö Taye Karma Ngedön Tenpay Gyaltsen
Kalou Rinpoché est un lama bouddhiste, maître de méditation et enseignant né en 1905 dans la région de Tréhor au Kham (Tibet oriental) et mort le 10 mai 1989 dans son monastère à Sonada. Dans la tradition du bouddhisme tibétain, il est d'abord un moine appartenant à l'école des Kagyüpa. Il fut l'un des premiers maîtres tibétains à enseigner en Occident.

## Biographie

### Les premières années
Kalou Rinpoché est né en 1905 dans le district de Treshö Gang Chi Rawa, dans la région de Hor, dans le Kham. Son père était le 13e Ratak Pelzang Tülkou, connu pour sa connaissance de la médecine traditionnelle tibétaine, du Vajrayana et ses talents littéraires. Lui et sa femme, Drolkar Chung Chung, mère de Kalou Rinpoché, étaient disciples de Jamgon Kongtrul Lodrö Thaye, de Jamyang Khyentse Wangpo et de Mipham Rinpoché, tous trois fondateurs du mouvement Rimé (non sectaire).
Avec son père, un lama-médecin, il étudie dès son jeune âge les tantras de médecine. À 13 ans, il est ordonné moine au monastère de Palpung par Pema Wangchuk Gyalpo, le 11e Taï Sitou Rinpoché, qui lui donne le nom de Karma Rangdjoung Künkhyap. À 16 ans, il fait une retraite de trois ans à Tsadra Rintchen Dra, sous la direction du maître de retraite, et son lama-racine, Lama Norbou Döndroup, dont il reçoit la transmission des lignées Karma Kagyü et Shangpa Kagyü.
Souhaitant renoncer au confort matériel, il commence à 25 ans une retraite qui dure 12 ans dans les montagnes du Kham. Il est rappelé par le 11e Taï Sitou Rinpoché pour enseigner et devient maître de méditation des retraites de 3 ans à Palpung. À cette époque, Rangjung Rigpe Dorje, le 16e Karmapa, le reconnaît comme l'émanation de l'activité de Jamgon Kongtrul Lodrö Thaye.

### Visite au Tibet central
Dans les années 1940, il visite le Tibet et se rend dans des monastères de différentes traditions et lignées et transmet les enseignements de la lignée Shangpa, notamment au régent du jeune dalaï-lama à Lhassa ainsi qu'à Kar-Dordje de Sera, Lhatsun Rinpoché, Tokme Rinpoché et Moktchok-Dje de Drépung. Puis il retourne au Kham où il poursuit son activité.

### Exil au Bhoutan
En 1955, alors qu'il a 51 ans, en raison des troubles dans le Kham liés au conflit avec les militaires chinois, il revient au Tibet central. À Tsourphou, le 16e Karmapa, accédant au souhait d'Ashi Wangmo, fille du roi du Bhoutan Ugyen Wangchuck, lui demande de se rendre au Bhoutan pour préparer l'exil dans ce pays et en Inde. En 1957, Kalou Rinpoché se rend au Bhoutan en qualité d'abbé du monastère de Changchub Chöling à Kourteu et de chapelain de la famille royale. Au Bhoutan, il fonde deux centres de retraite et y ordonne 300 moines.

### En Inde
En 1966, il s'établit à Sonada près de Darjeeling en Inde, où il fonde son propre monastère, Samdrup Darjay Choling et un centre de retraite, sur un terrain que lui offrit Trijang Rinpoché, l'un des tuteurs du dalaï-lama. Ce monastère devint sa résidence principale et le siège de la lignée Shangpa Kagyü.
En 1973, il donne à Rumtek des enseignements aux 4 régents du 16e Karmapa à sa demande. De même, suivant les instructions du  14e Dalaï Lama, il enseigne à de nombreux geshes, dont les abbés et lamas du monastère de Namgyal, et ceux des collèges tantriques.

### En Europe et en Amérique

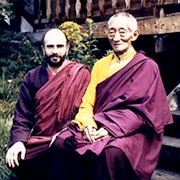
Kalou Rinpoché et Denys Rinpoché à l'Institut Shangpa Karmaling en Savoie

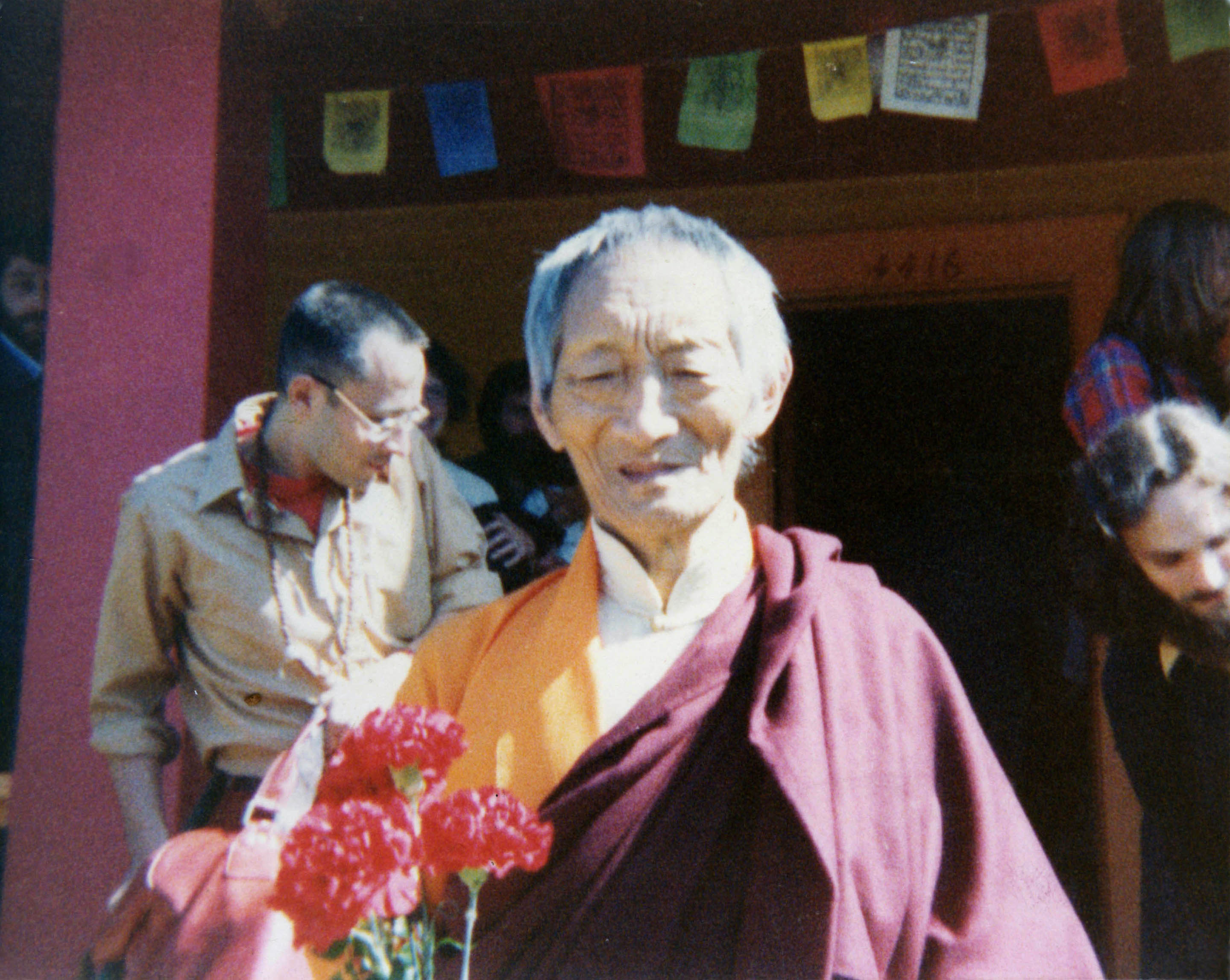
Kalou Rinpoché à Sakya Tegchen Choling, Seattle, États-Unis, 1978

Vers 1968, il rencontre ses premiers disciples occidentaux. Ce lama est l'un des premiers à avoir introduit le bouddhisme tibétain en Occident. Il a fondé une cinquantaine de centres à travers le monde, notamment le temple de Dashang Kagyu Ling en Bourgogne et l'Institut Shangpa Karmaling en Savoie.
Entre 1971 et 1989, il se rend plusieurs fois aux États-Unis, au Canada et dans différents pays d’Europe et d'Asie du Sud-Est. Il fonde plus de 70 centres du dharma, 20 centres de retraite et fait construire environ 20 stūpa. Il confie ces centres à la responsabilité de plus de 30 lamas, ses disciples.
Il fonde un premier centre au Canada et forme un groupe de méditation à Paris.
Au cours de ses voyages suivants, en 1974 et en 1976-77, l'intérêt des Occidentaux se confirme[pas clair] et il fonde en France le premier centre pour retraites de 3 ans en Occident, Dashang Kagyu Ling, connu aussi sous le nom de Temple des mille Bouddhas. L'année suivante, il fonde Kagyu Rintchen Tcheu Ling à Montpellier et bénit en 1987 les travaux d'un temple construit dans la plus pure tradition himalayenne, qui sera consacré en 1990 par Kyabje Bokar Rinpoché.
C'est en 1980 que Kalou Rinpoché, qui vient de donner à la Pagode du bois de Vincennes, pour la première fois en Occident, la grande Initiation de Kalachakra suivie par une très nombreuse assistance, rencontre Jean Ober, secrétaire général de l'Institut international bouddhique, qui souhaitait en améliorer l'animation. Ainsi naît le projet du Temple Kagyu-Dzong, dont la première pierre est posée le 20 mars 1983 et qui est construit en 2 ans.
En 1983, Kalou Rinpoché donne en Inde pendant plusieurs mois le grand cycle de transmissions de pouvoir du Rinchen Terdzö, aux 4 régents du Karmapa, à de nombreux lamas, tulkous, moines et à des milliers de disciples.
Kalou Rinpoché s'est aussi engagé dans le dialogue interreligieux. Il voyait des points communs entre le bouddhisme et des religions non-théistes comme le taoïsme et le shintoïsme, mais aussi des religions théistes comme l'hindouisme, le judaïsme, le christianisme et l'islam. En 1971, lors de son premier voyage en Occident, il commence son voyage par une visite en Israël pour se recueillir sur les lieux saints du judaïsme et du christianisme, et rencontre le pape Paul VI au Vatican. Du 11 au 13 novembre 1984, à Dashang Kagyu Ling, il rencontre deux prêtres diocésains et quelques moines de l'Abbaye Sainte-Marie de la Pierre-qui-Vire.
Il rencontre également Frère Roger, de la Communauté de Taizé, en août 1987.

### Mort
En février 1989, il se rend à Sherabling, siège de Sitou Rinpoché, avec qui il assista aux festivités du nouvel an tibétain. Il se rend ensuite à Dharamsala où il rencontre le Dalaï Lama. Il rejoint son monastère à Sonada le 5 mai. Les jours suivants, sa santé décline et le 10 mai, il meurt en posture de méditation, restant trois jours en thukdam.

### Héritage
Après sa mort, Bokar Rinpoché lui succède à la tête de la lignée Shangpa Kagyü.
Kalou Rinpoché fait figure de pionnier dans la diffusion du bouddhisme tibétain en Occident. Il laisse derrière lui un immense héritage spirituel pour ses disciples et quantité de centres à travers le monde.
En France, Belgique, Espagne, de nombreux centres perpétuent l'héritage de cette tradition grâce aux lamas directeurs issus pour la plupart de son monastère et à qui leur maître a confié la mission d'enseigner en Occident. Pendant de nombreuses années, après avoir pris des vœux auprès de lui, ceux-ci ont reçu les initiations et ses instructions, étudié les textes, appris et accompli les rituels, puis médité en retraite traditionnelle de trois ans, trois mois : Lama Gyourmé, Lama Seunam, Lama Sonam Tshering, Lama Karta, Lama Drubgyu, Lama Shérab Dordjé et Denys Rinpoché.

### Dans la culture russe
D'après les mémoires de Marina Vlady, lors d'une visite de Kalou Rinpoché en France, Vladimir Vyssotski et Mikhaïl Chemiakine le rencontrent pour arrêter leur consommation excessive d'alcool. Kalou Rinpoché leur raconte une parabole bouddhiste, qui permet à Wysocki, Vyssotski, Chemiakine et Shemyakin de s'abstenir de boire durant près d'un an.

## Controverse
June Campbell, qui a été sa traductrice, l'accuse dans son livre Traveller in Space: Gender, Identity and Tibetan Buddhism (1996) d'avoir abusé d'elle sexuellement.

## Successeur de Kalou Rinpoché
Le 17 septembre 1990, son jeune tülku, Yangsi Kalou, naît à Darjeeling, en Inde. Son père, Lama Gyaltsen, neveu de Kalou Rinpoché, avait été depuis sa jeunesse son secrétaire. Sa mère Kalzang Dreulkar est originaire du Kourteu, dans le sud du Bhoutan.
Taï sitou rinpoché reconnaît officiellement le Yangsi de Kalou Rinpoché le 25 mars 1992, expliquant qu'il a reçu des signes de Kalou Rinpoché. Avec Lama Gyaltsen, Taï Sitou Rinpoché envoie une lettre de reconnaissance au 14e dalaï-lama, qui confirme la reconnaissance.
Le 28 février 1993, Yangsi Kalou est intronisé à Samdrup Tarjayling. Taï Sitou Rinpoché et Gyaltsab Rinpoché président la cérémonie, aidés par Kyabje Bokar Rinpoché. Taï sitou rinpoché exécute la cérémonie de la coupe de cheveux et donne au jeune tülku le nom de Karma Ngedön Tenpay Gyaltsen (Bannière de Victoire des Enseignements du Vrai Sens). Il est connu maintenant comme le 2e Kalou Rinpoché.
Dans une confession publique, en novembre 2011, il avoue avoir été abusé sexuellement par des moines lorsqu'il était âgé de 12-13 ans et il accuse son tuteur d'avoir essayé de le tuer.
En février 2013, il[Qui ?] se rend en France pour y donner des enseignements à Kagyu-Dzong, Vajradhara-Ling et Dashang Kagyu Ling.